# Pin du Paraná
Araucaria angustifolia
Espèce
Classification phylogénétique
Statut de conservation UICN

 CR A2cd : 
En danger critique
Le pin du Paraná (Araucaria angustifolia ; en portugais : pinheiro do Paraná, en espagnol : pino Paraná) est une espèce de conifères du genre Araucaria et de la famille des Araucariaceae.

## Distribution
Il est endémique de la région sud du Brésil (Paraná, Santa Catarina, Rio Grande do Sul), et se trouve également désormais dans quelques régions voisines du Paraguay et du nord est de l'Argentine (Misiones), poussant sur les montagnes de faible altitude (de 500 à 1 800 m).
Il est considéré comme en danger critique d'extinction puisqu’il a été exploité pendant de nombreuses années sans être replanté en conséquence. Il produit un bois d’une excellente qualité utilisé comme bois d'œuvre mais sa repousse est lente, 80 à 90 ans pour arriver à maturité. Il est progressivement remplacé par le pin américain (Pinus elliottii), qui a l'avantage de ne mettre que 20 à 30 ans pour atteindre sa taille optimale, mais qui consomme énormément d’eau et possède des qualités intrinsèques inférieures.

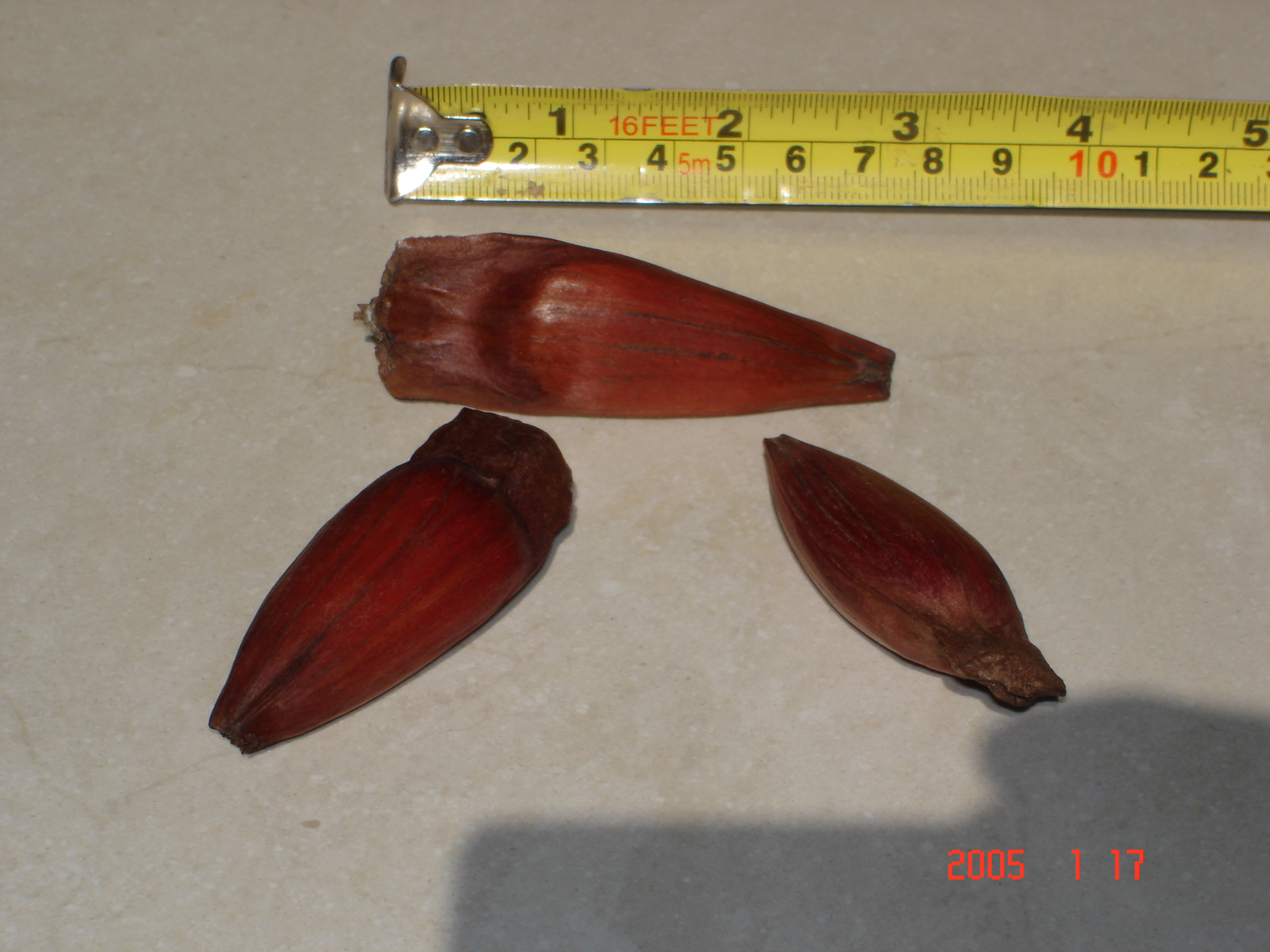
Gros plan des graines.

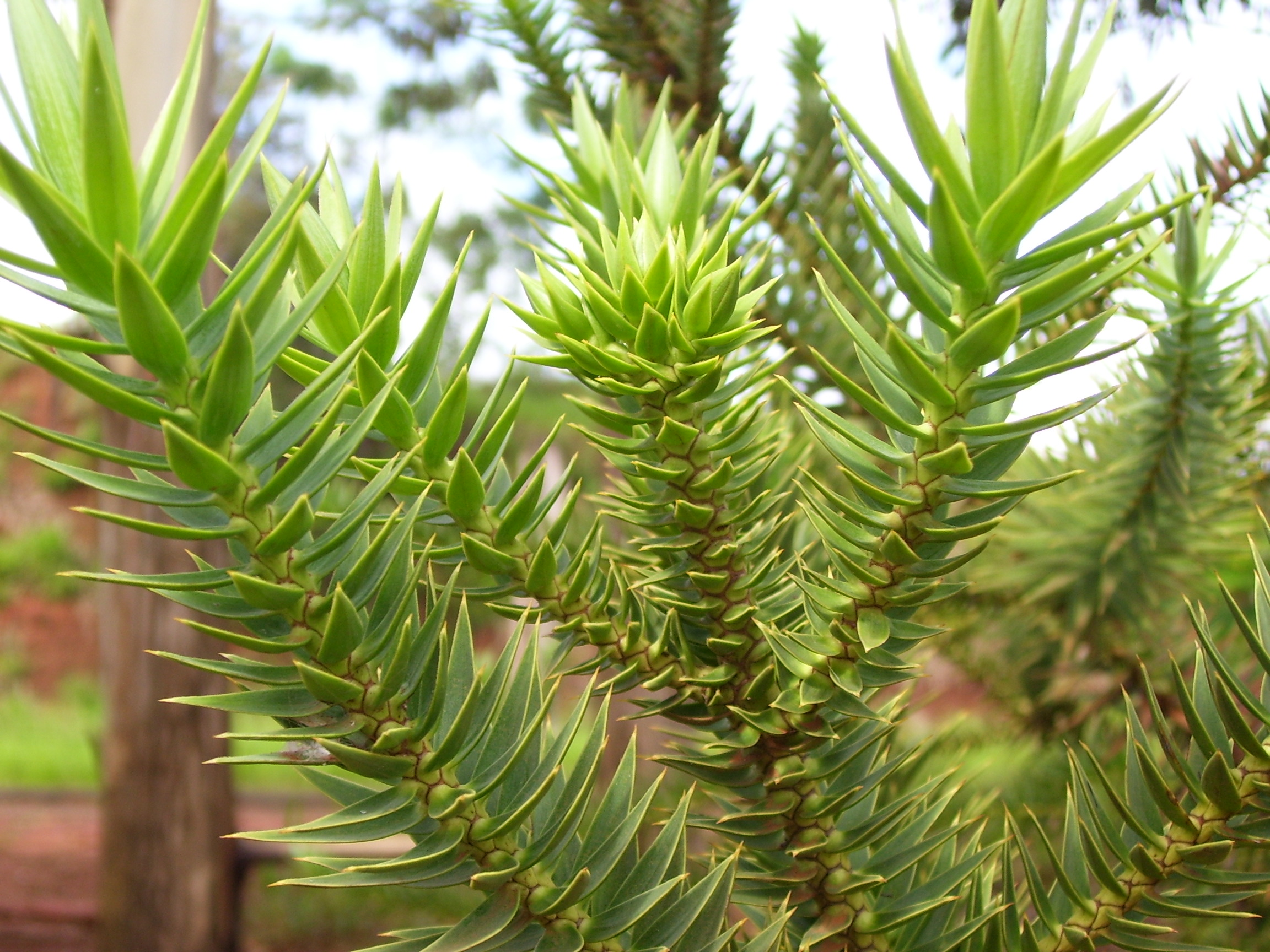
Gros plan des feuilles.

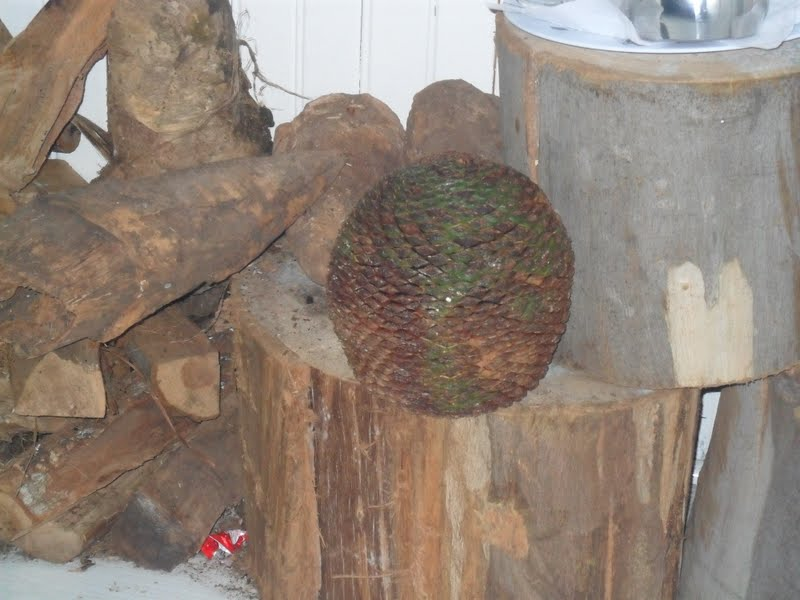
Pin du Parana en São Joaquim, au Brésil.

Le pin du Paraná produit des graines comestibles appelées pinhão (cf. illustration) formant de très grosses pommes de pin appelées pinha, récoltées entre avril et juin. Les graines peuvent être consommées crues, mais elles le sont le plus souvent après avoir été cuites dans l’eau.
Le pin du Paraná constitue l’un des éléments fortement identitaires des régions où il est présent, de par son apparence singulière mais aussi de par les différentes utilisations qu’en fait la population : construction, ameublement, consommation des graines.
Aujourd’hui, l’exploitation du pin du Paraná est interdite au Brésil. L’Instituto Brasileiro do Meio Ambiente e dos Recursos Naturais Renováveis (IBAMA) est l’autorité de référence en la matière.